# Comandaí
Comandaí é um dos quatorze distritos rurais do município brasileiro de Santo Ângelo, no Rio Grande do Sul.. Situa-se a nordeste do território do município, sendo o maior em área. Faz divisa com os distritos de Sossego, Rincão dos Meotti, Rincão dos Roratos e com os municípios de Giruá e Catuípe. O distrito possui 373 habitantes, de acordo com o censo de 2010.